# The Weight of the World
The Weight of the World – siódmy album studyjny amerykańskiego zespołu heavymetalowego Metal Church wydany 26 lipca 2004 roku przez Steamhammer.

## Lista utworów
1. „Leave Them Behind” – 5:47
2. „Weight of the World” – 5:24
3. „Hero's Soul” – 4:45
4. „Madman's Overture” – 8:35
5. „Sunless Sky” – 5:28
6. „Cradle to Grave” – 5:54
7. „Wings of Tomorrow” – 6:16
8. „Time Will Tell” – 5:11
9. „Bomb to Drop” – 4:07
10. „Blood Money” – 5:07

## Twórcy
| Metal Church w składzie - Ronny Munroe – śpiew - Jay Reynolds – gitara - Kurdt Vanderhoof – gitara, produkcja, miksowanie - Steve Unger – gitara basowa - Kirk Arrington – perkusja | Personel - Chris Jacobson – producent wykonawczy - Mark Greer – miksowanie, mastering - Kathy Moats – projekt okładki - Dick Moats – zdjęcia |